# NGC 5778
NGC 5778 = NGC 5825 ist eine 14,3 mag helle Elliptische Galaxie vom Hubble-Typ E3 im Sternbild Bärenhüter am Nordsternhimmel. Sie ist schätzungsweise 746 Millionen Lichtjahre von der Milchstraße entfernt und hat einen Durchmesser von etwa 265.000 Lj.
Im selben Himmelsareal befinden sich u. a. die Galaxien IC 1061, IC 1062, IC 1075, IC 1076.
Das Objekt wurde am 20. Juni 1886 von Lewis A. Swift entdeckt. Mit gleichem Datum und gleicher Beschreibung, aber etwas abweichender Position zeichnete Swift eine weitere Galaxie auf. Da sich keine weiteren Galaxien in diesem Bereich befinden, wird heute davon ausgegangen, dass NGC 5778 und die zweite Galaxie, unter NGC 5825 im Katalog geführt, identisch sind.